# Arquidiocese de Gwangju
A Arquidiocese de Gwangju (em latim Archidioecesis Kvangiuensis; em coreano:  광주 대교구) é uma circunscrição eclesiástica da Igreja Católica localizada na Coreia do Sul. A arquidiocese abrange a cidade de Gwangju e toda província de Jeolla do Sul. Sua sé é a Catedral de Im-dong.

## História
Em 13 de abril de 1937, o Papa Pio XI estabeleceu a Prefeitura Apostólica de Kwoszu. O Papa Pio XII mudou seu nome para Prefeitura Apostólica de Kwangju em 12 de julho de 1950. Foi elevada à Vicariato Apostólico em 21 de janeiro de 1957.  O Papa João XXIII elevou o vicariato à arquidiocese em 10 de março de 1962.

## Prelados
|                                  | Nome                                 | Período    | Notas                                         |
| Arcebispo                        | Arcebispo                            | Arcebispo  | Arcebispo                                     |
| -------------------------------- | ------------------------------------ | ---------- | --------------------------------------------- |
| 11º                              | Simon Ok Hyun-jjn                    | 2022–atual |                                               |
| 10º                              | Hyginus Kim Hee-joong                | 2010–2022  | Arcebispo Emérito                             |
| 9º                               | Andreas Choi Chang-mou               | 2000–2010  | Arcebispo Emérito                             |
| 8º                               | Victorinus Youn Kong-hi              | 1973–2000  | Arcebispo Emérito                             |
| 7º                               | Peter Han Kong-ryel                  | 1971–1973  |                                               |
| 6º                               | Harold William Henry, S.S.C.M.E.     | 1962–1971  |                                               |
| Arcebispo coadjutor              |                                      |            |                                               |
|                                  | Hyginus Kim Hee-jong                 | 2009-2010  |                                               |
|                                  | Andreas Choi Chang-mou               | 1999-2000  |                                               |
| Bispos auxiliares                |                                      |            |                                               |
|                                  | Simon Ok Hyun-jjn                    | 2011–2022  | Elevado a Arcebispo                           |
|                                  | Hyginus Kim Hee-jong                 | 2003-2009  | Elevado a Arcebispo coadjutor                 |
|                                  | James Edward Michaels, S.S.C.M.E.    | 1966-1973  | Nomeado Bispo auxiliar de Wheeling-Charleston |
| Vigários Apostólicos de Gwangju  |                                      |            |                                               |
| 6º                               | Harold William Henry, S.S.C.M.E.     | 1957–1962  |                                               |
| Prefeitos Apostólicos de Gwangju |                                      |            |                                               |
|                                  | Patrizio Tommaso Brennan, S.S.C.M.E. | 1950–1952  |                                               |
| Prefeitos Apostólicos de Kwoszu  |                                      |            |                                               |
| 4º                               | Patrizio Tommaso Brennan, S.S.C.M.E. | 1947–1950  |                                               |
| 3º                               | Owen MacPolin, S.S.C.M.E.            | 1945–1947  |                                               |
| 2º                               | Thomas Asagoro Wakida                | 1942–1945  |                                               |
| 1º                               | Owen MacPolin, S.S.C.M.E.            | 1937–1942  |                                               |